# 유현종
유현종(劉賢鍾, 1939년 2월 25일~ )은 대한민국의 소설가이다.
전북특별자치도 이리(裡里) 출생이며, 서라벌예술대학을 졸업하였다. 1961년 〈뜻 있을 수 없는 이 돌멩이〉가 《자유문학》 신인상에 당선되었다. 주요 단편에 〈데드 라인〉,〈비무장지대〉,〈거인〉 등이 있고, 1966년 단편집 《그토록 오랜 망각》을 출간했다.

## 수상
- 1961년 - 제3회 자유문학 신인상 소설부문
- 1976년 - 한국창작문학상
- 1976년 - 현대문학상
- 1976년 - 한무숙문학상

## 같이 보기
- 한국의 소설가 목록
- 한국 문학